# Urgut
Urgut ist eine viloyatunmittelbare Stadt in der usbekischen Viloyat Samarkand am Fuß der Zeravshan Mountain Range. Urgut liegt etwa 50 km südöstlich der Viloyathauptstadt Samarkand und etwa 20 km westlich der usbekisch-tadschikischen Grenze. Die Stadt Urgut hat (Stand 2007) 48.308 Einwohner, der gleichnamige Bezirk, dessen Hauptort Urgut ist, 350.000.
Urgut ist für den Platanenhain Chor-Chinor berühmt, in dem sich über tausend Jahre alte Exemplare finden.
In Urgut befindet sich der größte Basar Usbekistans.
Urgutlik oder Urguti stellen eine Subgruppe der usbekischen Ethnie dar, die ihre Herkunft auf die Stadt Urgut zurückführen. Etwa eine halbe Million Menschen zählt sich selbst zu den Urgutlik, für die der Gebrauch tadschikischer Wörter charakteristisch ist.

## Geschichte
Anfang des 18. Jahrhunderts wurde das Khanat Buchara, zu dem die Stadt gehörte, schwächer und die lokale Herrschaft der Ming-Emire wurde sichtbarer.